# Alya Aglan
Pour les articles homonymes, voir Aglan.
Alya Aglan, née le 11 décembre 1963, est une historienne française. Depuis 2011, elle est professeur d'histoire contemporaine à l'université Panthéon-Sorbonne, spécialiste du XXe siècle, et plus particulièrement de la Seconde Guerre mondiale.

## Biographie

### Jeunesse et études
Alya Algan est agrégée d'histoire (1990) et docteur en histoire (1998).

### Parcours professionnel
Elle a été maître de conférences à l'université de Paris-X-Nanterre jusqu'en juin 2011, puis élue professeur des universités à l'université Paris 1 Panthéon-Sorbonne où elle dirige le master Histoire des relations internationales et des mondes étrangers : Amériques, Asies, Europes. Elle est membre statutaire de l'UMR SIRICE (Sorbonne, Identités, relations internationales et civilisations de l'Europe - UMR 8138). Depuis janvier 2022, elle assume la direction de l'Institut Pierre Renouvin. 
Depuis 2019, elle  fait partie du comité de pilotage pluridisciplinaire qui a fondé le programme Sorbonne War Studies, en vue d'initier et de coordonner les études sur la guerre à l’université Paris 1 Panthéon Sorbonne. Depuis 2017, elle dirige la collection Guerre et Paix aux éditions de La Sorbonne. 

## Prises de positions politiques
Le 25 avril 2017, elle fait partie des signataires d'une tribune de chercheurs et d'universitaires annonçant avoir voté Emmanuel Macron au premier tour de l'élection présidentielle française de 2017 et appelant à voter pour lui au second, en raison notamment de son projet pour l'enseignement supérieur et la recherche.

## Publications

### Ouvrages
- Mémoires résistantes. Le réseau Jade-Fitzroy, éd. du Cerf, 1994
- La résistance sacrifiée : le mouvement Libération-Nord (préf. Jean-Pierre Azéma), Paris, Flammarion, coll. « Histoire, cultures et sociétés », 1999, 455 p. (ISBN 2-08-067697-0, présentation en ligne). Réédition : La résistance sacrifiée : histoire du mouvement Libération-Nord (préf. Jean-Pierre Azéma), Paris, Flammarion, coll. « Champs » (no 705), 2005, 455 p., poche (ISBN 2-08-080151-1, présentation en ligne).
- Le Temps de la Résistance, essai, Actes Sud, 2008.
- La France de la défaite 1940-1945, La Documentation photographique, La Documentation française, nov.-décembre 2017.
- Avec Johann Chapoutot et Jean-Michel Guieu, L'heure des choix 1933-1945, collection d'histoire franco-allemande, vol. 9, Lille, Presses du Septentrion, 2019, 322 p.
- La France à l’envers. La guerre de Vichy 1940-1945, coll. « Folio inédit », Gallimard, 2020
- Rire de nous-mêmes, coll. « Tracts de Crise » numéro 51, 17 avril 2021, 20 heures, Gallimard
- Zemmour contre l'histoire (collectif), coll. « Tracts » Gallimard, numéro 34, février 2022.
- Le rire ou la vie. Anthologie de l’humour résistant 1940-1945, coll. « Folio inédit », Gallimard, 2023.

### Direction d'ouvrages collectifs
- Jean Cavaillès résistant ou la pensée en actes, éd. Flammarion, 2002 (codirection avec Jean-Pierre Azéma), 318 p.
- Christian Pineau, de Buchenwald aux traités de Rome, éd. Bruno Leprince, 2004 (codirection avec Denis Lefebvre)
- Alya Aglan, Michel Margairaz et Philippe Verheyde (dir.), La Caisse des dépôts, la Seconde Guerre mondiale et le XXe siècle, Paris, Albin Michel, 2003.
- codirection avec Michel Margairaz et Philippe Verheyde, 1816 ou la genèse de la Foi publique : La fondation de la Caisse des dépôts et consignations, éd. Dalloz, 2006.
- Alya Aglan, Olivier Feiertag, Dzovinar Kévonian (dir.), Albert Thomas, société mondiale et internationalisme. Réseaux et institutions des années 1890 aux années 1930, Cahiers IRICE, no 2, Paris 1, octobre 2008.
- Alya Aglan, Philippe Verheyde, Michel Margairaz (dir.), Crises financières, crises politiques en Europe dans le second XIXe siècle. La Caisse des dépôts et consignations de 1848 à 1914, Genève, Éditions Droz, 2011.
- Alya Aglan, Olivier Feiertag, Yannick Marec (dir.), Les Français et l’argent. Entre fantasmes et réalités XIXe – XXIe siècle, Rennes, Presses universitaires de Rennes, 2011.
- Alya Aglan, Olivier Feiertag et Dzovinar Kévonian (dir.), Humaniser le travail : Régimes économiques, régimes politiques et Organisation Internationale du Travail 1929-1969, Genève, Peter Lang, 2011.
- Alya Aglan, Michel Margairaz, Philippe Verheyde (dir.), De la croissance à la crise : Le moment Tannery : Une tentative avortée de modernisation conservatrice et libérale à l'heure de la mondialisation, Genève, Droz, 2014.
- Alya Aglan, Robert Frank (dir.), 1937-1947, La guerre-monde, Paris, Gallimard, coll. « Folio Histoire », 2015, 2 volumes, 2485 p., traduit en italien chez Einaudi et en chinois chez China Social Sciences Press.
- Alya Aglan, Yann Richard et Pierre Vermeren (dir.), La guerre de près et de loin XXe – XXIe siècle, Éditions de la Sorbonne, coll. « Guerre et paix », Sorbonne War studies, à paraître en 2023.

### Articles et actes de colloque
- Alya Aglan, « Le local et le global. Albert Lautman résistant » in Albert Lautman philosophe. Des mathématiques à la Résistance, Christophe Eckes, Frédéric Jaëck, Baptiste Mélès et Jean-Jacques Szczeciniarz (dir.), Éditions Rue d'Ulm, 2025, p. 47-64,  (ISBN 978-2-7288-0892-2)